# Sea of Sorrow
Sea of Sorrow é o quarto single pela banda grunge Alice in Chains. Foi lançado em 1991 tirado a partir do primeiro álbum de estúdio da banda, Facelift.
Fez um sucesso moderado e ainda continua sendo ocasionalmente tocado em estações de rádio hard rock. Dois vídeos para o single foram criados: o primeiro que foi o que a banda eventualmente decidiu lançar, filmado a maior parte em preto e branco. O segundo (e por fim descartado) em cor e mostrando a banda tocando em holofotes multicoloridos. Layne Staley também tem a maior parte de seus dreadlocks cortados, mas alguns intactos, o dando um estilo de cabelo esquisito não visto em qualquer outro vídeo da banda. Em ambos os vídeos, aproximadamente dois minutos são cortados da música. A segunda parte do solo de Jerry Cantrell foi eliminada, assim como o segundo verso.